# Pheidole neolongiceps
Pheidole neolongiceps är en myrart som beskrevs av Brown 1950. Pheidole neolongiceps ingår i släktet Pheidole och familjen myror. Inga underarter finns listade i Catalogue of Life.